# William Stewart Halsted

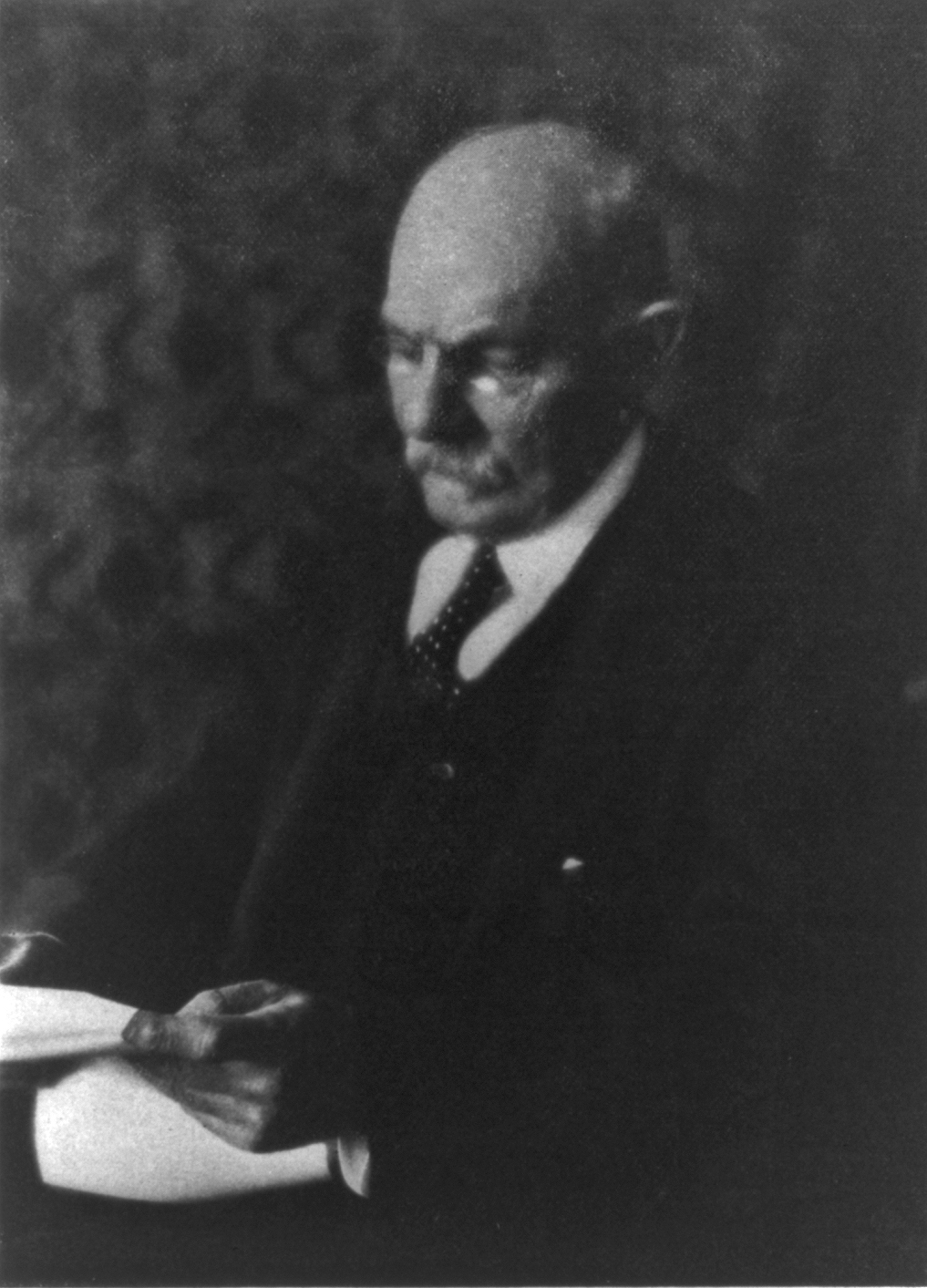
William Stewart Halsted

William Stewart Halsted (* 23. September 1852 in New York City; † 7. September 1922 in Baltimore, Maryland) war ein US-amerikanischer Chirurg. Er entwickelte die Leitungsanästhesie und führte in den USA das Tragen von Gummihandschuhen bei chirurgischen Operationen ein.

## Leben und Werdegang
William Halsted studierte ab 1870 Medizin am Yale College und ab 1874 am College of Physicians an Surgeons in New York, wo er 1877 graduierte. Anschließend hielt er sich von 1878 bis 1880 als Studienreisender in Europa (insbesondere Österreich und Deutschland) auf. Ab 1880 war er in New York als Chirurg an verschiedenen Krankenhäusern tätig und litt spätestens 1884 an einer Kokainsucht. Ab 1886 oder 1890 arbeitete er an der Johns Hopkins Medical School in Baltimore und wurde dort 1892 Professor für Chirurgie. 1901 wurde er in die American Academy of Arts and Sciences gewählt, 1917 in die National Academy of Sciences.

## Wirken
In etwa zeitgleich mit Paul Friedrich (1867–1925) in Deutschland führte Halsted 1890 in Nordamerika die Verwendung von sterilen Gummihandschuhen bei Operationen ein und wandte im Selbstversuch erprobte Kokain-Injektionen zur Lokalanästhesie an. 1885 wandte er erstmals Kokain in der Zahnmedizin an. Nach ersten Tierversuchen wandte er das mit seinem Assistenten Richard L. Hall entwickelte und auch zu Operationen am Unterarm angewendete Verfahren zur Lokalanästhesie des Nervus mandibularis als Leitungsanästhesie zur Betäubung des Unterkiefers an und gilt damit als Begründer der über einfache Lokalanästhesien hinausgehenden Nervenblockaden und gehört damit mit Maximilian Oberst zu den Begründern der Leitungsanästhesie. Weiterhin hatte Halsted großen Einfluss auf die medizinische Ausbildung in den USA und führte, spezialisiert auf Krebserkrankungen, die erste radikale Mastektomie (unter anderem mit Entfernung des Musculus pectoralis major und der Lymphknoten der Achselhöhle) zur Behandlung von Brustkrebs durch, womit er seit 1894 als Wegbereiter der modernen chirurgischen Krebstherapie gelten kann.

## The Knick
William Halsted ist die lose Grundlage für Dr. John Thackery aus der US-amerikanischen Krankenhausserie The Knick.

## Veröffentlichungen (Auswahl)
- Practical comments on the use and abuse of cocaine. In: New York Medical Journal. Band 42, 1885, S. 294 ff.
- The radical cure of hernia. In: Johns Hopkins Hospital Bulletin. Band 1, 1889, S. 12 f. und 112.
- The Results of Operations for the Cure of Cancer of the Breast Performed at the Johns Hopkins Hospital from June, 1889, to January, 1894. In: Ann. Surg. Band 20, 1894, S. 497 ff.
- A clinical and histological study of certain adeno-carcinomata of the breast. In: Ann. Surg. November 1897.
- Surgical Papers. 2 Bände, The Johns Hopkins University Press, Baltimore 1924.